# Wacław Gajewski
Wacław Gajewski (28 de febrero de 1911-12 de diciembre de 1998) fue un botánico, genetista, y explorador polaco. Desarrolló actividades académicas en el Instituto de Dendrología de la Academia Polaca de Ciencias. Uno de los fundadores de la genética de la posguerra de Polonia y autor de numerosos libros científicos académicos y populares.

## Biografía
Uno de los pocos científicos polacos, durante el periodo estalinista, no partícipe en las actividades de investigación de acuerdo con la línea oficial del partido: el lysenkoísmo (una incalculable estafa al conocimiento científico).
En 1932, publica su primera obra y se tituló " "Szczątki flory pierwotnej w jarze Dniestru" (Los restos de la flora original en el barranco del Dniester). Estudia en la Universidad de Varsovia y se graduó en 1934. Defendió su tesis doctoral en 1937, y en los años 1937 a 1946 trabajó como asistente en el Jardín Botánico de la Universidad de Varsovia. En el período anterior a la guerra su investigación se refiere a la geografía de las plantas, incluidas la flora de Podolia. En 1937 publicó sus elementos de trabajo de la flora polaca, publicado en Planta Polonica. En 1946 recibió el título de profesor asistente.
Después de la Segunda Guerra Mundial llegó a la citogenética y genética molecular vegetal. En 1949, la genética clásica tuvo que dar un paso al lysenkoísmo: la "nueva biología" vigente en el periodo estalinista en la URSS y el bloque comunista. Sus promotores de esa doctrina anticientífica, en Polonia, eran entonces los científicos como Vladimir Mikhailovich, Kazimierz Petrusewicz, y el rector de la Universidad Jagellónica, Teodor Marchlewski. Gajewski pertenecía a un pequeño grupo de biólogos polacos que se negaron a enseñar lysenkoísmo. Por lo tanto, no se pudo llevar a cabo las clases con los estudiantes, pero se le permitió trabajar en el Jardín Botánico de la Universidad de Varsovia. En 1954, recibió el título de profesor.
A fines de los 1940s y principios de los 1950s, trabajó en genética del genus Geum. Luego, publica varios reconocidos artículos del área de la genética de fungi.
En 1956 comenzó a trabajar como profesor en la Universidad de Varsovia, y sus conferencias durante muchos años disfrutó de enorme popularidad. En 1958, fue director del Dto. de Genética de la Facultad de Biología y Ciencias de la Tierra de la Universidad de Varsovia, y en 1961 del Dto. de Genética Ciencias Generales, que más tarde se convirtió en un miembro del Instituto de Bioquímica y Biofísica (IBB). En 1964 recibió el título de profesor. En los años 1967-1981 fue director del IBB. En 1958 se convirtió en miembro de un corresponsal, y en 1969 miembro de la Academia de Ciencias de Polonia. En 1989 fue uno de los restauradores de la Academia Polaca de Ciencias
En los años setenta, Gajewski se asoció con la oposición. En 1978 fue signatario de la declaración de la fundación de la Sociedad de Cursos Académicos, [6] y, más tarde, su tutor. En diciembre de 1981, junto con su amigo Władysław Kunicki-Goldfinger fue uno de los dos miembros de la Academia de Ciencias, encargado de hacer una pasantía. Por casualidad, pero se las arregló para evitar la detención hasta el punto en que la orden fue retirada por intercesión de Ciencias. Durante la ley marcial, operaban clandestinamente, incluyendo llevar dinero asignado por Peter Slonimski a becas para investigadores; y, como resultado de la ley marcial perdieron sus puestos de trabajo.

## Algunas publicaciones
- 1980. Inżynieria genetyczna. Państwowe Wydawnictwo Naukowe

- 1974. Genetyka ogólna i molekularna. Varsovia, ed. Państwowe Wydawnictwo Naukowe

- 1968. Jak poznawano zjawisko dziedziczności. Varsovia, ed. Państwowe Zakłady Wydawnictw Szkolnych

- 1966. W poszukiwaniu istoty dziedziczenia. Współczesna biblioteka naukowa Omega 49. Con Andrzej Paszewski, Stefan Surzycki. Ed. Państwowe Wydawn. Naukowe, 143 pp.

- 1963. Państwowe Wydawnictwo Rolnicze i Leśne

- 1962. Pasożytnicze rośliny kwiatowe. Varsovia, Państwowe Zakłady Wydawnictw Szkolnych

- 1957. A Cytogenetic Study on the Genus Geum L. Monographieae botanicae. Ed. Polskie Towarzystwo Botaniczene, 415 pp.

- 1953. A Fertile Amphipolyploid Hybrid of Geum Rivale with G. Macrophyllum. 29 pp.

## Honores
- 1950: miembro de la Academia de Ciencias de Polonia

### Eponimia
- (Rosaceae) Geum × gajewskii Smejkal[11]